# Ghost (phim 1990)
Ghost (Hồn ma) được xem một trong những bộ phim tình cảm hay nhất, bộ phim có sự tham gia diễn xuất của ngôi sao Patrick Swayze, Demi Moore, Tony Goldwyn và Whoopi Goldberg, của tác giả Bruce Joel Rubin và đạo diễn bởi Jerry Zucker. Phim được đề cử cho nhiều Giải Oscar, bao gồm Phim hay nhất, Giải Oscar cho kịch bản gốc xuất sắc nhất, và Giải Oscar cho nữ diễn viên phụ xuất sắc nhất cho Whoopi Goldberg.

## Nội dung
Sam Wheat (Patrick Swayze), một nhân viên ngân hàng, và Molly Jensen (Demi Moore) là một đôi tình nhân, họ sống ở New York City.
Sam phát hiện ra sự khác thường trong một số tài khoản ở công ty. Anh đã tư vấn cho bạn bè và đồng nghiệp Carl Bruner (Tony Goldwyn), người cung cấp để điều tra, nhưng Sam quyết định điều tra một mình. Sau đó Sam và Molly bị Willy Lopez (Rick Aviles) đánh cướp. Sam bị giết, nhưng vẫn tồn tại trên cõi đời là một hồn ma, và không ai biết đến sự hiện diện của anh.
Sam gặp Oda Mae Brown (Whoopi Goldberg), một bà thầy bói. Sam nhận ra bà ta có thể nghe thấy anh. Sam học cách giao tiếp, và cầm nắm được đồ vật. Oda Mae cố gắng thuyết phục Molly rằng hồn ma của Sam đang cảnh báo cho Molly là cô đang gặp nguy hiểm, nhưng Molly vẫn hoài nghi. Carl biết được điều này và thuyết phục Molly rằng Oda Mae là một kẻ lừ bịp. Sam biết được Carl đã lên kế hoạch để giết anh, và Carl đứng đằng sau một vụ rửa tiền...
Sam nhận được sự giúp đỡ của (Vincent Schiavelli), con ma ở ga tàu điện ngầm, anh học cách cầm nắm các vật rắn.
Molly được mời đến sở cảnh sát về vụ Sam bị giết, nhưng họ thuyết phục cô ấy rằng đó là sự lừa bịp do Oda Mae bày ra. Carl cố gắng truy cập vào tài khoản ngân hàng nhưng thấy nó đóng cửa. Sam cho Carl biết được sự hiện diện của anh, người đã sớm nhận ra rằng những gì đang xảy ra. Hắn cảnh báo tới Sam rằng nếu tiền không được trả lại hắn sẽ giết Molly.
Sam đến căn hộ của Oda Mae để cảnh báo về mối nguy hiểm của Carl và Willy. Sam bắt được Willy ở đó và khủng bố hắn. Willy chạy ra đường và đâm vào xe tải, hắn chết ngay sau đó. Oda Mae và Sam Oda cùng đến căn hộ của Molly, thuyết phục cô ấy rằng những gì Oda Mae nói là sự thật. Oda Mae cho phép Sam và Molly cùng nhau một thời gian cuối cùng. Carl đến trong một cơn giận dữ, Oda Mae và Molly sau đó cùng nhau bỏ chạy. Sam trở nên yếu ớt sau khi sở hữu Oda Mae.
Sau khi Carl bắt đầu đuổi Molly và Oda Mae, Sam lấy lại sức mạnh của mình và viện trợ cho họ, anh đánh bại Carl, nhiệm vụ của anh đã kết thúc. Sam nói tạm biệt lần cuối cùng với Molly và bước lên thiên đàng.

## Diễn viên
- Patrick Swayze trong vai Sam Wheat
- Demi Moore trong vai Molly Jensen
- Whoopi Goldberg trong vai Oda Mae Brown
- Tony Goldwyn trong vai Carl Bruner
- Vincent Schiavelli trong vai ma trên tàu điện ngầm
- Rick Aviles trong vai Willy Lopez
- Angelina Estrada trong vai Rosa Santiago

## Giải thưởng
Đề cử
- Giải Oscar cho phim xuất sắc nhất
- Giải Oscar cho biên tập: Walter Murch
- Giải Oscar cho nhạc phim hay nhất: Maurice Jarre

Đoạt giải
- Giải Oscar cho kịch bản gốc xuất sắc nhất 1990
- Giải Oscar cho nữ diễn viên phụ xuất sắc nhất 1990: Whoopi Goldberg
- Giải Sao Thổ cho phim tưởng tượng hay nhất năm 1989/1990
- Giải Sao Thổ cho nữ diễn viên chính xuất sắc nhất năm 1989/1990: Demi Moore
- Giải Sao Thổ cho nữ diễn viên phụ xuất sắc nhất năm 1989/1990: Whoopi Goldberg